# Westelijke boomklipdas
De westelijke boomklipdas (Dendrohyrax dorsalis) is een zoogdier uit de familie van de klipdassen (Procaviidae). De wetenschappelijke naam van de soort werd voor het eerst geldig gepubliceerd door Louis Fraser in 1855.

## Verspreiding
De soort komt voor in West- en Centraal-Afrika. De natuurlijke habitat zijn vochtige subtropische of tropische laaglandbossen, vochtige savanne en rotsachtige gebieden.

## Ondersoorten
Er worden 6 ondersoorten erkend:
- Dendrohyrax dorsalis dorsalis (Fraser, 1852) – komt voor op het eiland Bioko.
- Dendrohyrax dorsalis emini Thomas, 1887 – komt voor in het noorden en oosten van Congo-Kinshasa.
- Dendrohyrax dorsalis latrator (Thomas, 1910) – komt voor in centraal Congo-Kinshasa.
- Dendrohyrax dorsalis marmota (Thomas, 1901) – komt voor in Oeganda.
- Dendrohyrax dorsalis nigricans (Peters, 1879) – komt voor ten noorden en westen van de Kongo-rivier, van Angola tot Nigeria.
- Dendrohyrax dorsalis sylvestris (Temminck, 1853) – komt voor in West-Afrika, van Ghana tot Sierra Leone.